# Синдром Нельсона
Синдро́м Не́льсона — заболевание, характеризующееся хронической надпочечниковой недостаточностью, гиперпигментацией кожного покрова, слизистых оболочек и наличием опухоли гипофиза. Данный синдром можно рассматривать как своеобразное осложнение после лечения болезни Кушинга методом двусторонней адреналэктомии, либо длительной терапии хлодитаном.

## История
Заболевание названо в честь учёного D. H. Nelson, который впервые в 1958 году с соавторами описал пациентку, у которой через 3 года после двусторонней адреналэктомии по поводу болезни Кушинга развилась большая хромофобная аденома гипофиза.
Ещё раз описание феномена опубликовано американским эндокринологом доктором Don Nelson с соавторами в 1960 году.

## Эпидемиология
Синдром Нельсона развивается у пациентов с болезнью Кушинга через разные промежутки времени после тотальной (двусторонней, билатеральной) адреналэктомии от нескольких месяцев до 20 лет. Обычно синдром возникает в молодом возрасте в течение 6 лет после оперативного вмешательства.
В последние годы заболевание встречается реже в связи с тем, что двусторонняя адреналэктомия стала применяться только в экстремальных ситуациях.

## Этиология
Развитие синдрома Нельсона обусловлено ростом исходно имеющейся при болезни Кушинга аденомы гипофиза и провоцируется выпадением ингибирующего влияния кортикостероидов на кортикотрофы аденогипофиза в результате двусторонней адреналэктомии либо сочетания односторонней адреналэктомии с длительной терапией орто-пара-ДДТ (хлодитан, лизодрен).

## Патогенез
Патогенез данного синдрома обусловлен возобновлением роста и быстрым прогрессированием аденомы гипофиза, имевшейся у пациентов с болезнью Кушинга, спровоцированного отсутствием или недостаточным ингибирующим действием кортизола на кортикотропы. Данная особенность имеет принципиальное значение для развития синдрома, так как при болезни Аддисона развитие подобных аденом в клинической практике не наблюдается.
После удаления надпочечников разрушается физиологическая регуляторная цепь функции надпочечников гипоталамо-гипофизарной системой (суточный ритм секреции и механизм обратной связи), что ведёт к более высокому уровню АКТГ у пациентов с синдромом Нельсона, чем при болезни Кушинга и носит монотонный характер в течение суток, а введение больших доз дексаметазона не приводит к нормализации уровня АКТГ.
При синдроме Нельсона формируются макроаденомы, наблюдается выраженный клеточный и ядерный полиморфизм, много митозов, обусловливающих быстрый и агрессивный рост. Развитие синдрома Нельсона наблюдается даже на фоне заместительной терапии кортикостероидами, в случаях когда получаемые дозы препаратов недостаточны для подавления кортикотрофов.

## Клиническая картина
У пациентов, получающих лечение по поводу болезни Кушинга, ещё сохраняются внешние признаки гиперкортицизма и появляются признаки тяжёлой первичной хронической надпочечниковой недостаточности (похудение, слабость). Одним из ранних проявлений синдрома является выраженная гиперпигментация кожи и слизистых оболочек, как при тяжёлых формах болезни Аддисона.
Клинические проявления синдрома Нельсона складываются из следующих симптомов:
- прогрессирующей гиперпигментации кожного покрова;
- хронической надпочечниковой недостаточности;
- продуцирующей АКТГ опухоли гипофиза (кортикотропиномы);
- офтальмологических и неврологических нарушений.

## Диагностика
Основывается на характерных клинических проявлениях и данных анамнеза о предшествующей двусторонней адреналэктомии по поводу болезни Кушинга.
Лабораторная и инструментальная диагностика проводится по результатам исследования уровня АКТГ и подтверждения наличия микро или макроаденомы гипофиза, характеристики ее роста, оценки динамики роста аденомы в сравнении с периодом после двусторонней адреналэктомии до развития заболевания. Для кортикотропиномы в условиях удаленных надпочечников характерно повышение уровня АКГТ более 200 пг/мл, а также отсутствие циркадианного ритма секреции. Величина АКТГ отражает активность аденомы и соответствует выраженности гиперпигментации. При быстро растущих аденомах с инфильтративным ростом и резко выраженной гиперпигментацией уровень АКГТ способен достигать 3000 пг/мл и более.

## Дифференциальная диагностика
Проводится с болезнью Аддисона (болезнь Кушинга в анамнезе, отсутствие кортикотропиномы).
При синдроме Нельсона следует исключить синдром Кушинга, вызванный эктопированной опухолью, секретирующей АКТГ. Зачастую эктопированные опухоли (как эндокринных желез, так и неэндокринной системы) настолько малы по размерам, что их местонахождение трудно определить, но все они продуцируют АКТГ, что ведёт к гиперплазии коры надпочечников и развитию синдрома Кушинга. Таким образом, синдром Кушинга при эктопированной опухоли сопровождается гиперпигментацией кожного покрова и протекает с яркой клинической симптоматикой гиперкортицизма. После оперативного вмешательства (адреналэктомия) состояние пациентов улучшается, но рост эктопированной опухоли прогрессирует и содержание АКТГ остаётся высоким и гиперпигментация прогрессирует.

## Лечение
Направлено на достижение компенсации хронической надпочечниковой недостаточности и воздействие на гипоталамо-гипофизарную систему. Применяются различные методы (медикаментозная терапия, лучевое воздействие на гипофиз и хирургическое удаление опухоли), подавляющие секрецию АКТГ и предотвращающие рост и развитие кортикотропиномы. Медикаментозная и лучевая терапия применяются в случаях новообразований, не выходящих за пределы турецкого седла либо в случаях рецидива или частичного терапевтического эффекта после хирургического лечения.

### Медикаментозная терапия
Подавляющее влияние на секрецию АКТГ оказывают:
- серотониновый блокатор — ципрогептадин;
- стимулятор дофаминовой секреции — бромокриптин;
- стимулятор синтеза ГАМК (гамма-аминомасляной кислоты) в гипоталамусе — конвулекс (вальпроат натрия).

### Лучевые методы лечения
Среди лучевых методов лечения используются различные виды облучения: дистанционные (гамма-лучи, протоновый пучок) и интерстициальные (введение непосредственно в ткань гипофиза изотопов 90Y или 198Au).
Облучение области турецкого седла пучком протонов приводило к снижению пигментации и уменьшению секреции АКТГ.
Введение 90Y или 198Au в полость турецкого седла дало положительные результаты у всех восьми пациентов.

### Хирургическое лечение

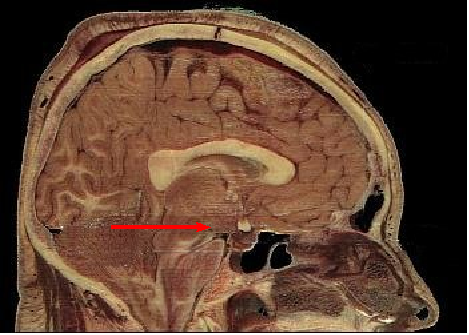
Местоположение турецкого седла.

Оперативное вмешательство по поводу кортикотропиномы применяется как при микроаденомах, так и при опухолях больших размеров. Последнее время широко вошёл в клиническую практику метод хирургического вмешательства с трассфеноидальным доступом. Данная методика применяется при опухолях, растущих вниз. В случае большой инвазивной, растущей вверх аденомы гипофиза у пациентов с синдромом Нельсона используют трансфронтальный доступ. Результаты хирургического лечения при небольших опухолях лучше, чем при аденомах с распространённым ростом. Микрохирургическая техника обеспечивает в большинстве случаев полное удаление новообразования, однако после применения оперативного метода лечения встречаются рецидивы заболевания.
Оперативное вмешательство по поводу болезни Кушинга заключается в проведении одно- или двусторонней адреналэктомии возможно в сочетании с аутотрансплантацией надпочечника — трансплантат размером 10,0х1,5 мм подсаживают в подкожно-жировую клетчатку.

### Криотерапия
Кроме облучения, разрушение аденомы гипофиза достигается воздействием низких температур (криохирургия) — жидкий азот подводят в область аденомы гипофиза стереотаксическим методом через трансназально-транссфеноидальный доступ.

### Комбинированная терапия
Нередко при лечении синдрома Нельсона приходится прибегать к комбинированным методам. В случае отсутствия ремиссии заболевания после курса лучевой терапии назначают ципрогентадин, парлодел, конвулекс. В случаях нерадикального удаления опухоли гипофиза хирургическим путём применяют облучение гипофиза, либо препараты, подавляющие секрецию АКТГ.

## Прогноз
Зависит от динамики развития аденомы гипофиза и степени компенсации надпочечниковой недостаточности — в случаях медленного прогрессирования опухолевого роста и компенсации надпочечниковой недостаточности состояние пациентов длительное время остаётся удовлетворительным.
Трудоспособность ограничена практически во всех клинических случаях. Необходимо диспансерное наблюдение эндокринолога, невролога, офтальмолога.

## Профилактика
Большинство авторов признаю́т, что предупредить развитие синдрома Нельсона и больших опухолей гипофиза легче, чем лечить кортикотропиному с распространением процесса за пределы турецкого седла. Профилактический курс лучевой терапии на область турецкого седла у пациентов с болезнью Кушинга, по данным большинства авторов, не предотвращает развитие синдрома.
После билатеральной (тотальной, двусторонней) адреналэктомии необходимо ежегодное проведение рентгенологического исследования области турецкого седла, полей зрения и содержания АКТГ в плазме крови.